# Williams County (North Dakota)
Williams County ist ein County im Bundesstaat North Dakota der Vereinigten Staaten. Der Verwaltungssitz (County Seat) ist Williston.

## Geographie
Das County liegt fast im äußersten Nordwesten von North Dakota, grenzt im Westen an Montana, ist im Norden etwa 45 km von der Grenze zu Kanada entfernt und hat eine Fläche von 5563 Quadratkilometern, wovon 201 Quadratkilometer Wasserfläche sind. Es grenzt im Uhrzeigersinn an folgende Countys: Divide County, Burke County, Mountrail County, McKenzie County, Roosevelt County (Montana) und Sheridan County (Montana).

## Geschichte
Williams County wurde am 30. November 1892 gebildet. Benannt wurde es nach Erastus Appelman Williams, einem frühen Politiker und Mitglied der Gesetzgebung des Dakota-Territoriums.

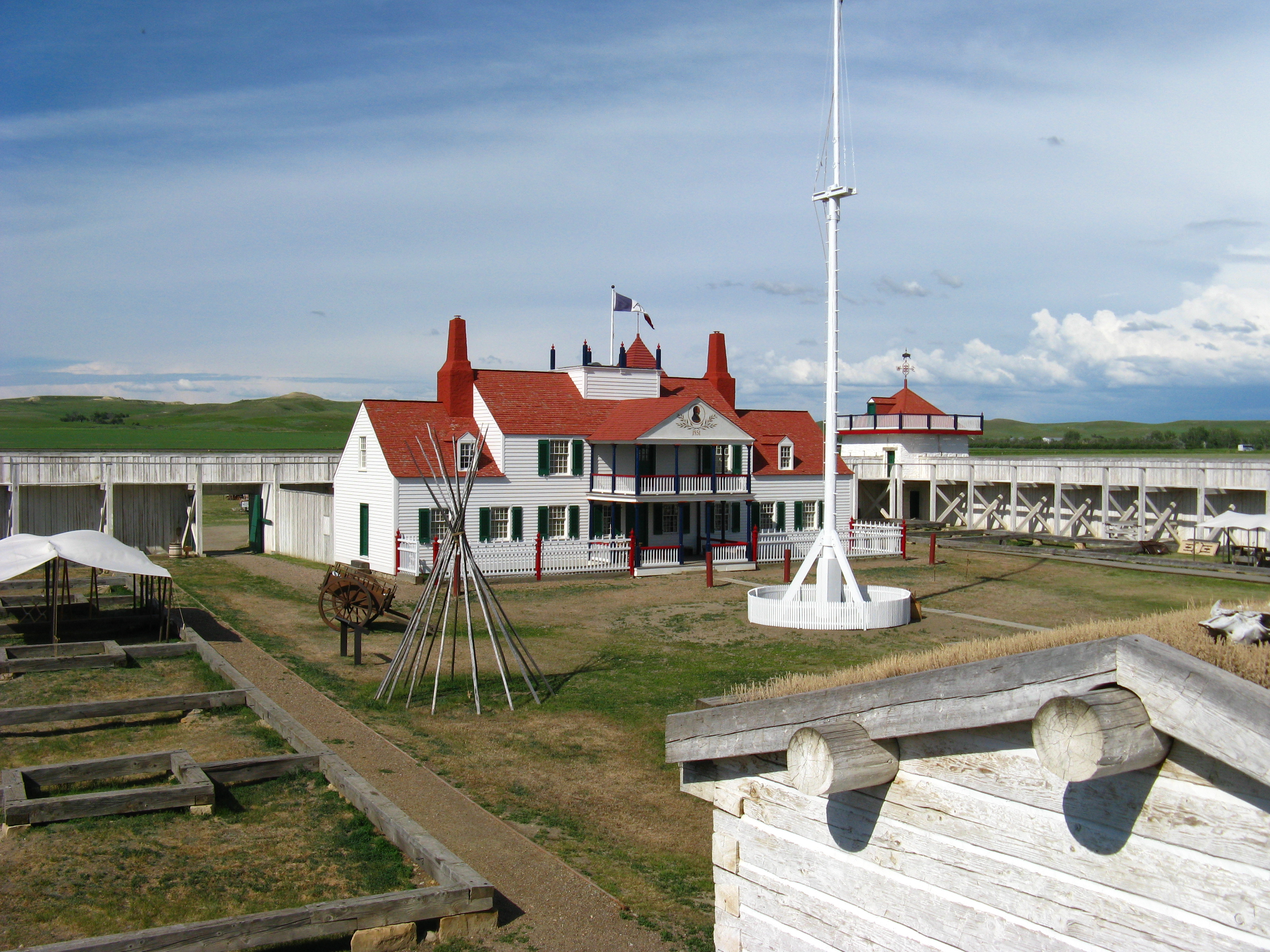
Die Fort Union Trading Post National Historic Site (2009)

Im County liegt eine National Historic Site, die Fort Union Trading Post, die auch den Status einer  National Historic Landmark hat. Sieben Bauwerke und Stätten des Countys sind im National Register of Historic Places eingetragen (Stand 18. März 2018).

## Demografische Daten

Alterspyramide des Williams County

Nach der Volkszählung im Jahr 2000 lebten im Williams County 19.761 Menschen in 8.095 Haushalten und 5.261 Familien. Die Bevölkerungsdichte betrug 4 Einwohner pro Quadratkilometer. Ethnisch betrachtet setzte sich die Bevölkerung zusammen aus 92,95 Prozent Weißen, 0,12 Prozent Afroamerikanern, 4,40 Prozent amerikanischen Ureinwohnern, 0,18 Prozent Asiaten, 0,01 Prozent Bewohnern aus dem pazifischen Inselraum und 0,14 Prozent aus anderen ethnischen Gruppen; 2,21 Prozent stammten von zwei oder mehr Ethnien ab. 0,94 Prozent der Bevölkerung waren spanischer oder lateinamerikanischer Abstammung.
Von den 8.095 Haushalten hatten 31,2 Prozent Kinder und Jugendliche unter 18 Jahre, die bei ihnen lebten. 53,3 Prozent waren verheiratete, zusammenlebende Paare, 8,8 Prozent waren allein erziehende Mütter, 35,0 Prozent waren keine Familien, 30,9 Prozent waren Singlehaushalte und in 13,1 Prozent lebten Menschen im Alter von 65 Jahren oder darüber. Die Durchschnittshaushaltsgröße betrug 2,38 und die durchschnittliche Familiengröße lag bei 2,99 Personen.
Auf das gesamte County bezogen setzte sich die Bevölkerung zusammen aus 26,2 Prozent Einwohnern unter 18 Jahren, 7,8 Prozent zwischen 18 und 24 Jahren, 25,5 Prozent zwischen 25 und 44 Jahren, 24,0 Prozent zwischen 45 und 64 Jahren und 16,5 Prozent waren 65 Jahre alt oder darüber. Das Durchschnittsalter betrug 40 Jahre. Auf 100 weibliche Personen kamen 96,2 männliche Personen. Auf 100 Frauen im Alter von 18 Jahren oder darüber kamen statistisch 93,6 Männer.
Das jährliche Durchschnittseinkommen eines Haushalts betrug 31.491 USD, das Durchschnittseinkommen der Familien betrug 39.065 USD. Männer hatten ein Durchschnittseinkommen von 29.884 USD, Frauen 19.329 USD. Das Prokopfeinkommen betrug 16.763 USD. 9,6 Prozent der Familien und 11,9 Prozent Familien lebten unterhalb der Armutsgrenze. Davon waren 16,5 Prozent Kinder oder Jugendliche unter 18 Jahre und 8,1 Prozent waren Menschen über 65 Jahre.